# Cementerio

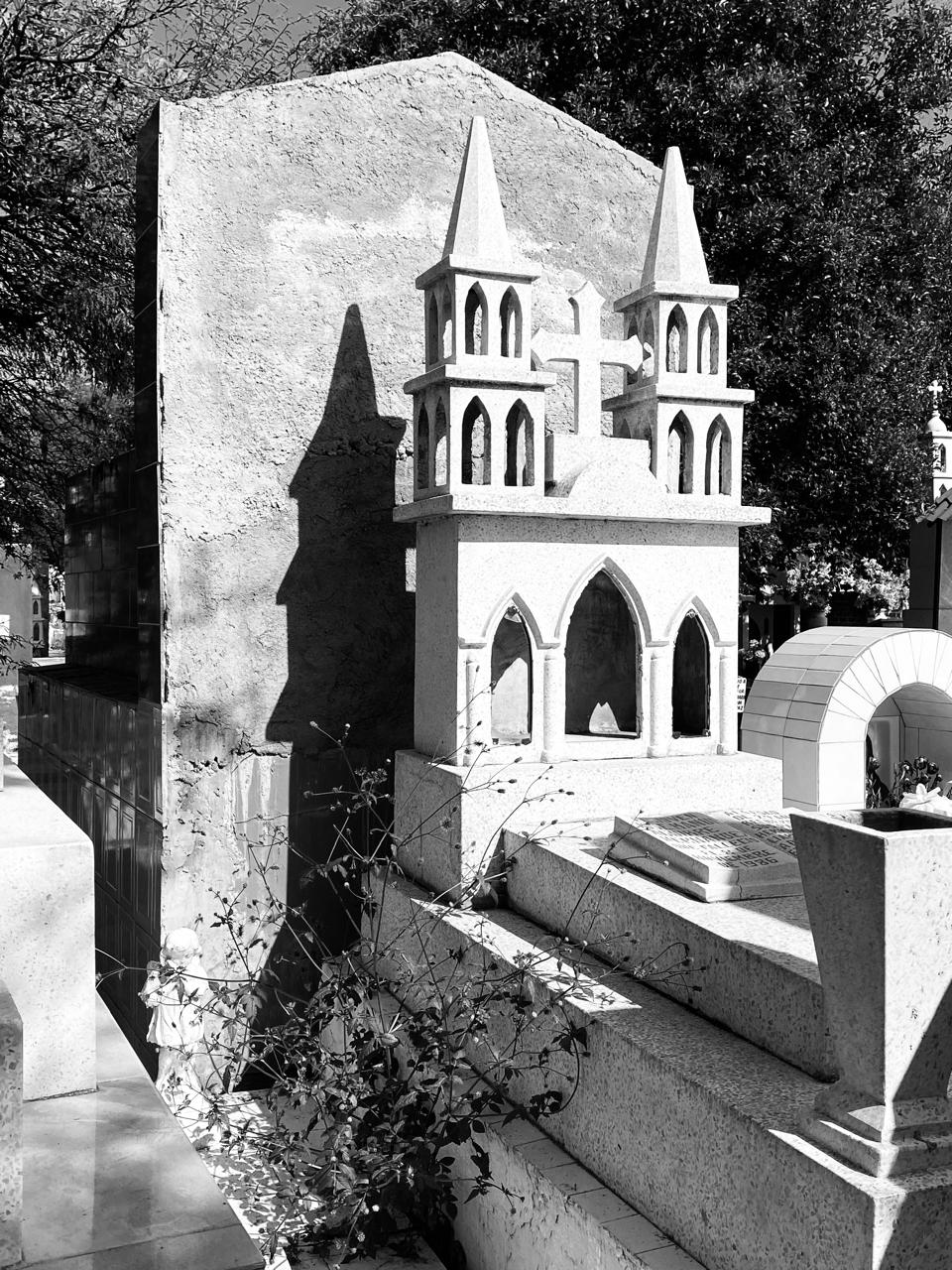
Sombras en el cementerio

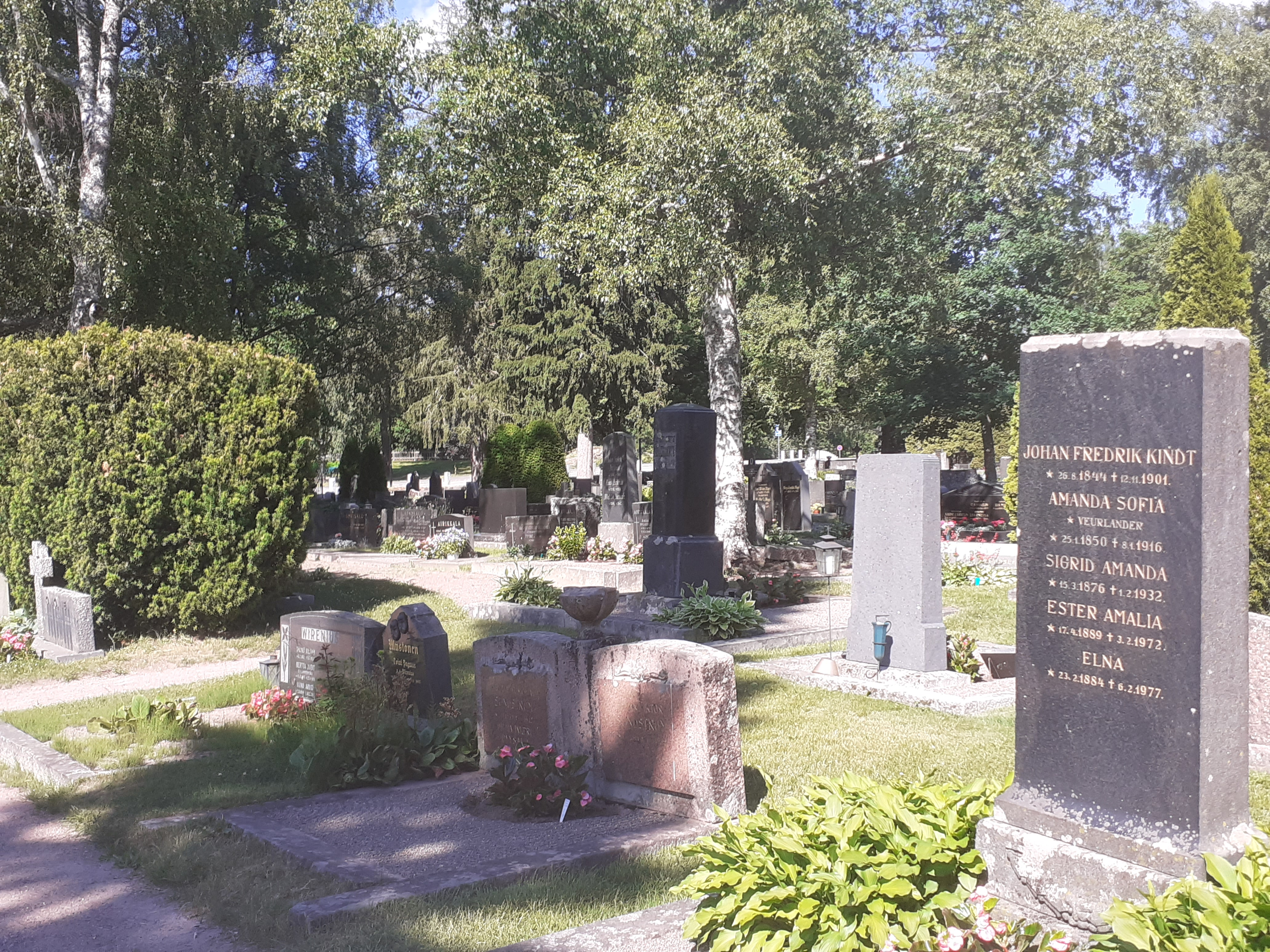
Cementerio en Nurmijärvi (Finlandia).

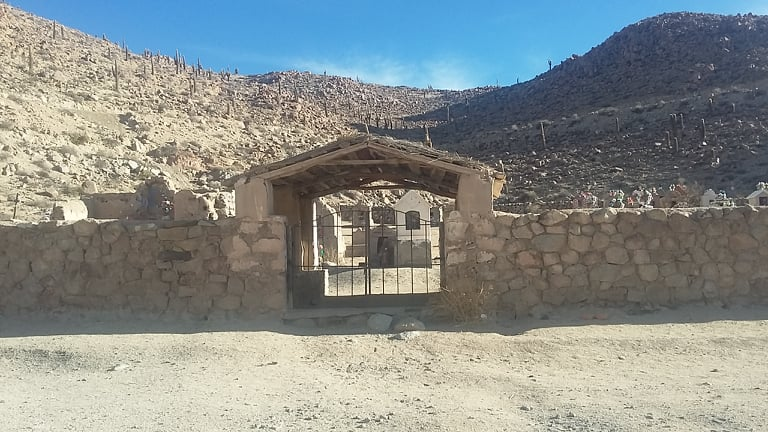
Cementerio en Santa Rosa de Tastil (Salta, Argentina), con tumbas que datan de los años 1850.

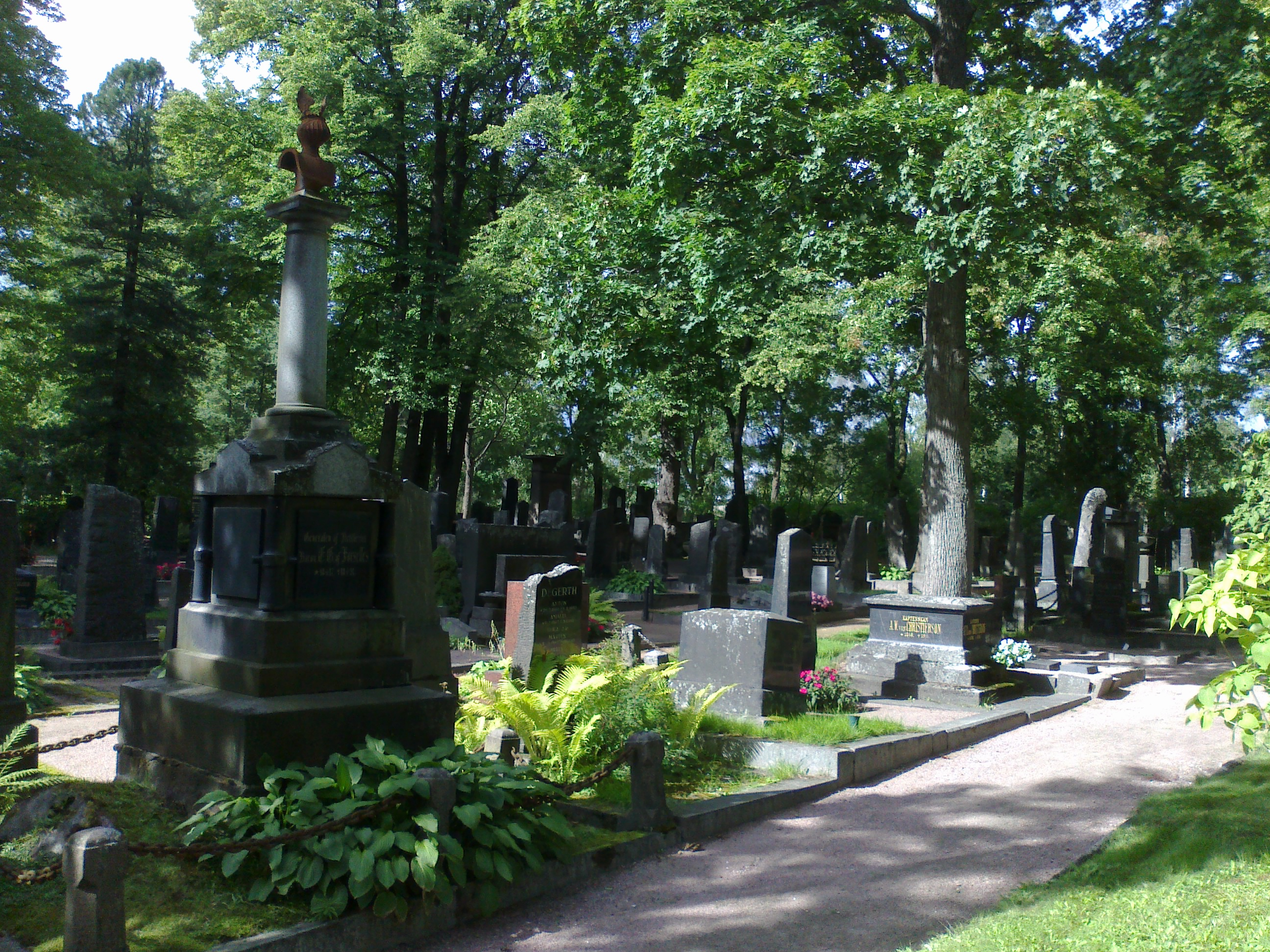
Cementerio de Hietaniemi en Helsinki (Finlandia).

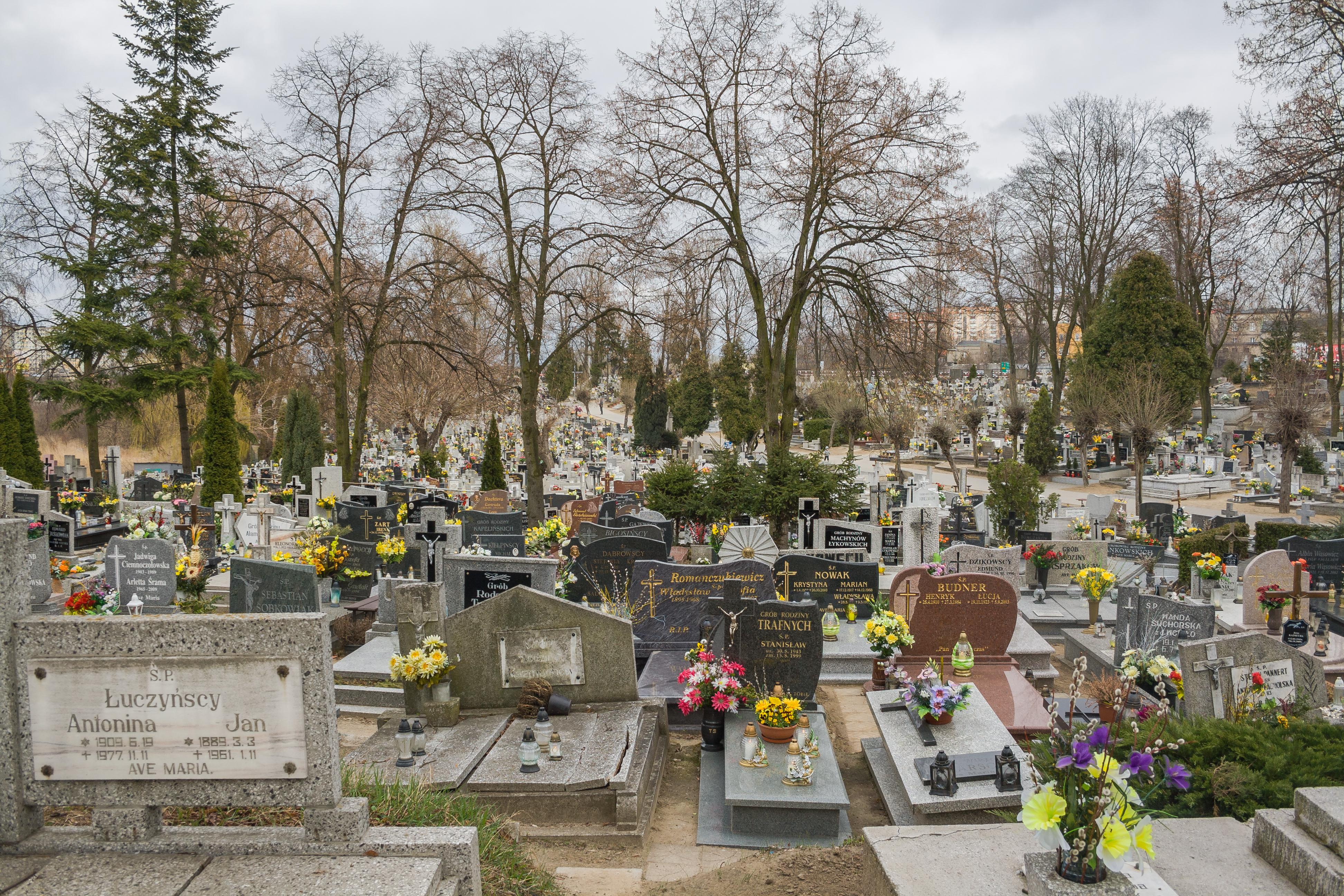
Cementerio de la Santa Cruz, Gniezno (Polonia).

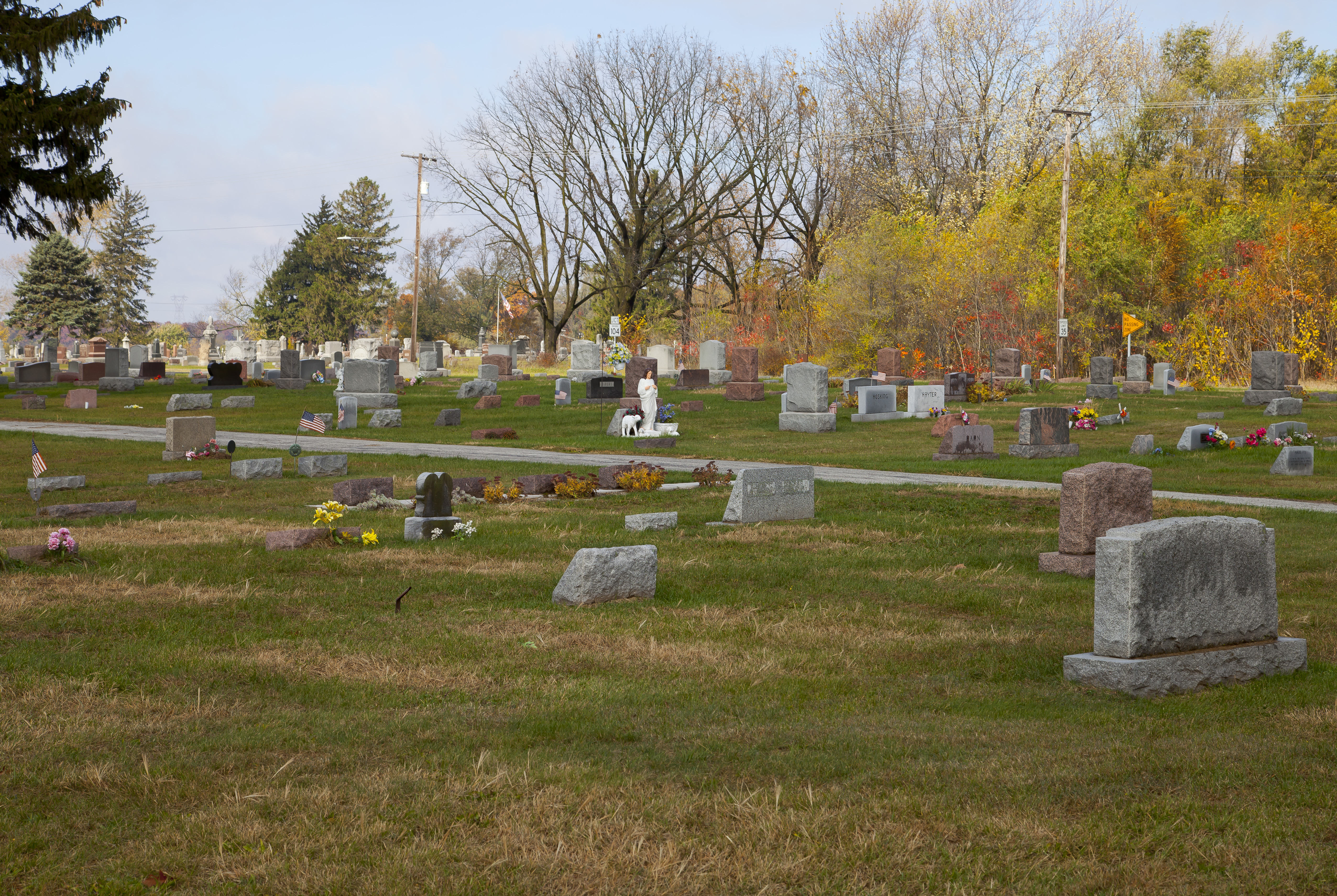
Cementerio en Walker (Indiana, Estados Unidos).

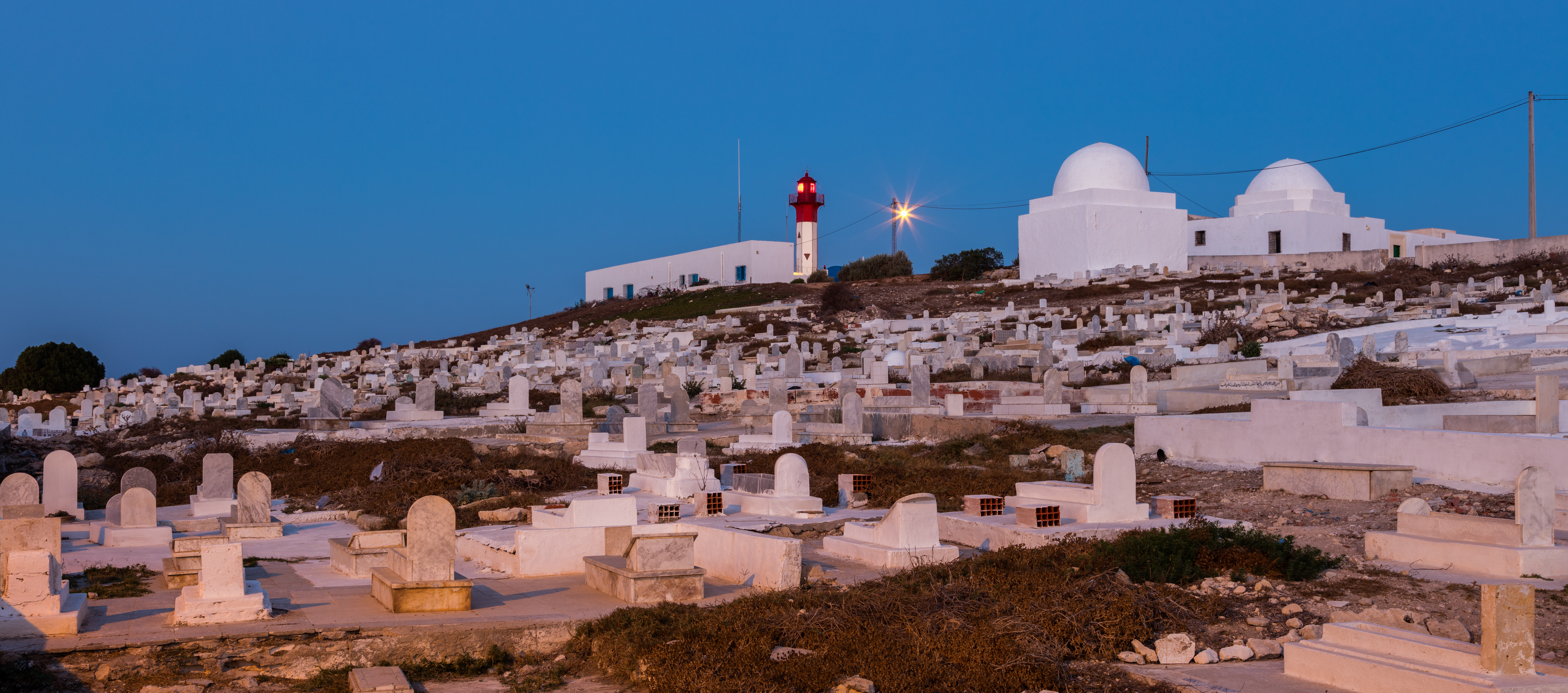
Cementerio marino y faro, Mahdia (Túnez).

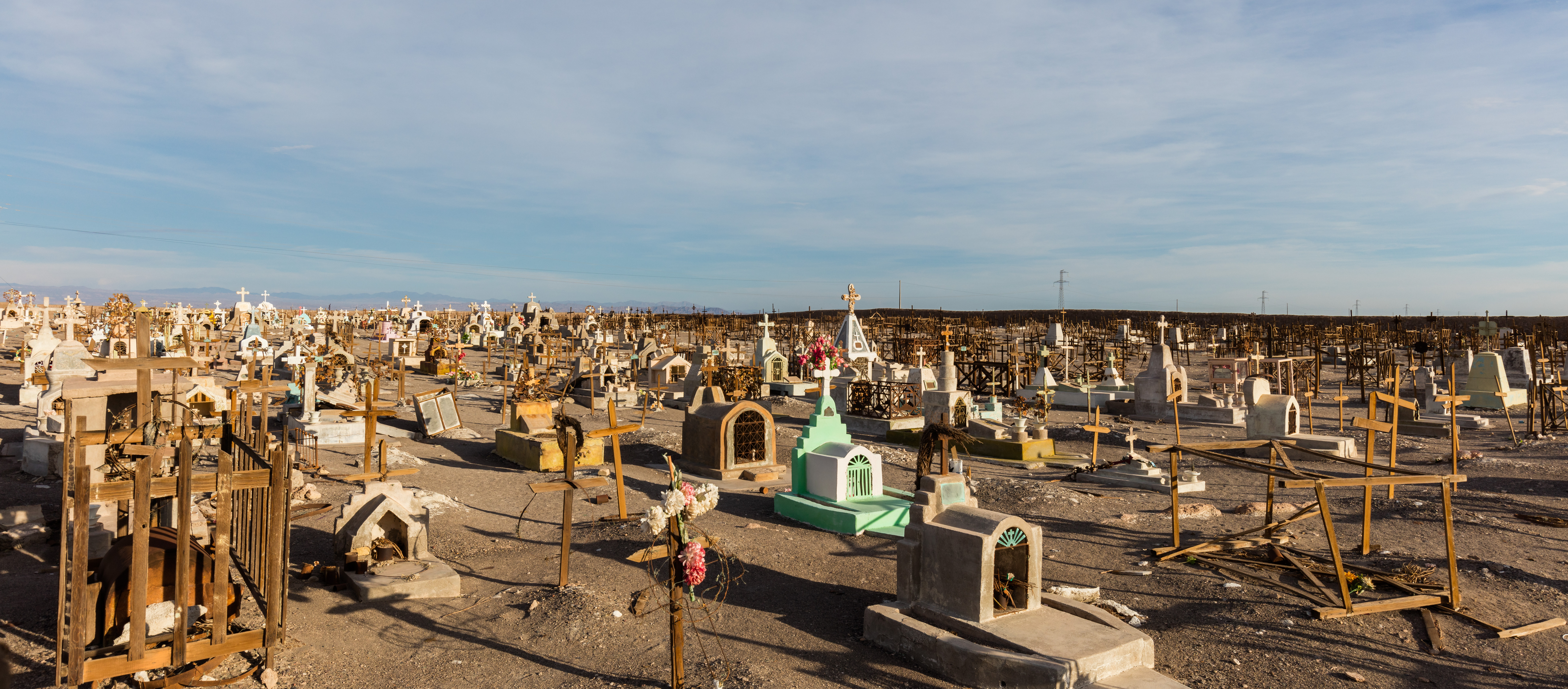
Cementerio de la salitrera Rica Aventura, María Elena (Chile).

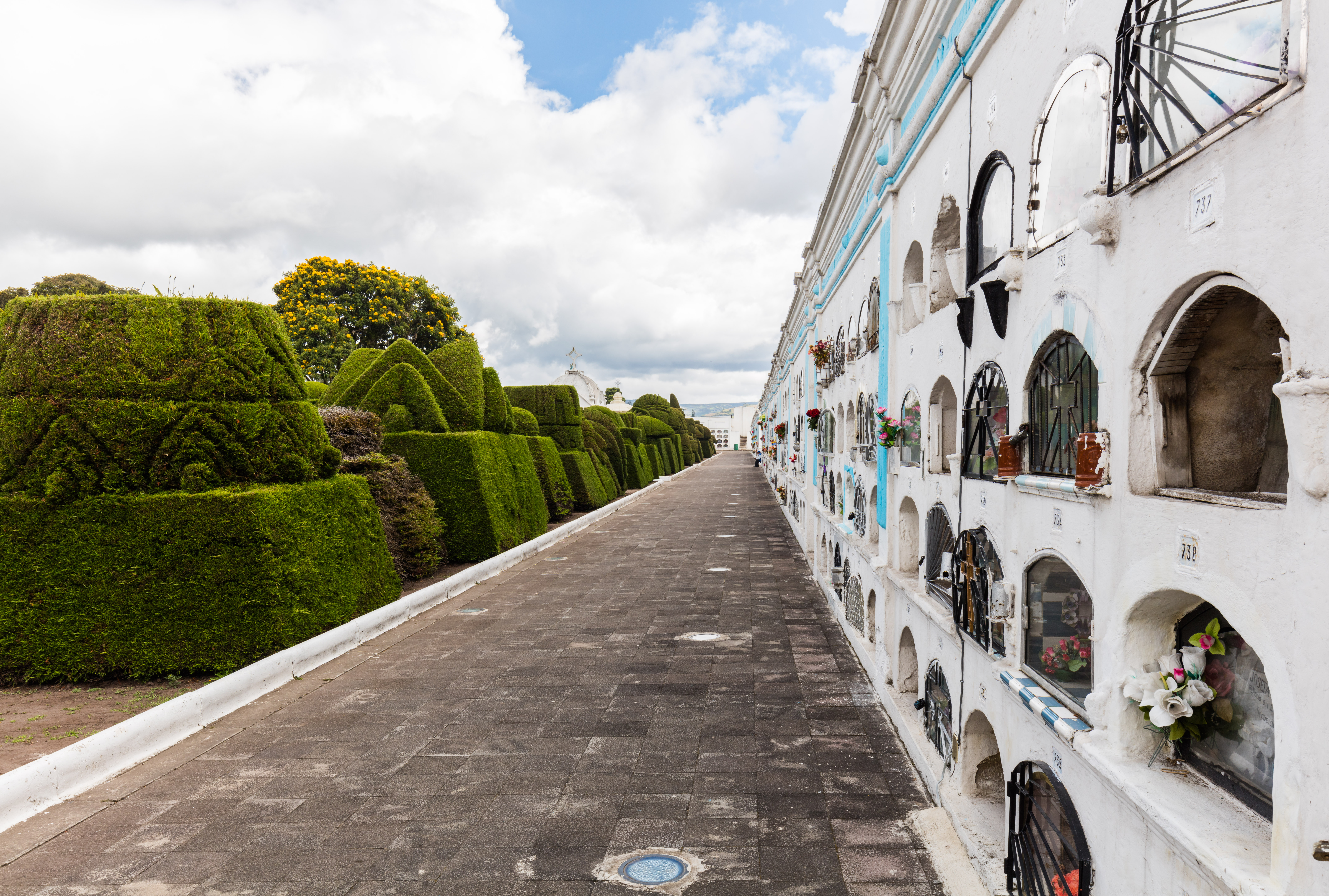
Cementerio, Tulcán (Ecuador).

Un cementerio (en griego: κοιμητήριον, «dormitorio»), camposanto o panteón es el lugar donde se depositan los restos mortales o cadáveres. Dependiendo de la cultura de cada lugar, los cuerpos pueden introducirse en féretros o sarcófagos, o simplemente envolverse en telas, para poder ser enterrados bajo tierra o depositados en nichos, mausoleos, panteones, criptas u otro tipo de sepulturas. También son utilizados para enterrar las cenizas de personas cremadas, las cuales son guardadas en un cofre o urna, esparcidas en lugares acondicionados para ello, o depositadas en columbarios.
La palabra cementerio viene del vocablo griego koimētḗrion, que significa «dormitorio». Según la creencia de la religión cristiana, en el cementerio, los cuerpos «dormían» hasta el día de la resurrección. A los cementerios católicos se les llama también «camposantos», dado que en Pisa, cuando ateniéndose a medidas de higiene la autoridad ordenó cerrar el cementerio, el cual había sido construido en el siglo XIII dentro de la ciudad, el terreno fue cubierto con una gran capa de tierra, que las galeras pisanas habían traído de los «lugares santos» de Jerusalén.
La mayoría de los cementerios se destinan a cadáveres humanos, aunque, desde la Antigüedad, existían necrópolis para ciertos animales, como el Serapeum de Saqqara, en Egipto. Actualmente también hay cementerios de animales para enterrar a las «mascotas» fenecidas. En el caso de los humanos, hoy en día existen los cementerios parques, que han sido muy comunes durante los últimos 30 años y que se han masificado para que las personas puedan ser sepultadas.[cita requerida]

## Orígenes

### Roma Antigua
Entre los romanos, los muertos eran enterrados en sus propias casas [«prius in domo sua quisque sepeliebaiur»], hasta que se proscribieron para evitar epidemias. La ley de las Doce Tablas extendió aún más las precauciones prohibiendo enterrar o quemar cadáver alguno en el recinto de la ciudad de Roma. Esta prohibición fue varias veces renovada tanto en tiempo de la república como en tiempo de los emperadores. Por algunos edictos de Adriano y de Diocleciano se infiere que las ideas religiosas excluían de las ciudades a los muertos: «ne funestentur sacra civitatis». Desde entonces, las tumbas de los romanos se abrieron indistintamente ora en el campo, ora en un jardín de pertenencia del difunto, ora en un terreno comprado al intento. La voluntad de los particulares o de su familia, de sus amigos o de sus patronos era, pues, la que fijaba el lugar de las sepulturas. Los individuos de la hez del pueblo y los esclavos, cuando morían, eran echados a una especie de muladares llamados puticuli o culirue, proceso descrito así por Horacio «Hoc misera: plebi stabal commune sepulchrum».[cita requerida]
Mas si algún patrono o amo generoso quería honrar la memoria de un cliente o de un esclavo fiel y virtuoso, le compraba un terreno para erigirle una tumba o le daba lugar en la sepultura que tenía comprada para sí y para su familia. En las inscripciones sepulcrales se encuentra a menudo la fórmula Libertis libertabusque posterisque eorutn. Pero en todos los casos, aquellas sepulturas quedaban perpetuamente de propiedad particular, y este derecho se hallaba garantizado por una disposición de la ley de las Doce Tablas, citada por Cicerón: Fori bustive Aeterna auctoritas esto.

### Cristianismo
Los pueblos antiguos tenían por principio enterrar los difuntos fuera de las ciudades. Así lo hicieron también los primeros cristianos que, perseguidos por mucho tiempo, no pudieron tener un lugar especial para depositar sus muertos. Lo que hacían era observar bien el sitio donde se enterraban los mártires, procurando no confundir sus reliquias con los huesos de otros. Las catacumbas no fueron suficientes para contener los mártires y hubo que buscar otros lugares para dar sepultura a los cristianos.
Entonces, por donación de algunos poderosos, se erigieron cementerios en los que se construían altares y capillas para las ceremonias fúnebres y ejercicios piadosos, observándose, no obstante, las leyes civiles que prohibían enterrar dentro de poblado. Con el tiempo hubo excepciones, enterrando dentro de las iglesias algunas personas notables. Cundió el deseo de hacerse enterrar en los templos y se consiguió colocar los sepulcros inmediatos a las iglesias. Varias leyes civiles, secundadas por los cánones, reprodujeron la necesidad de enterrar fuera de las poblaciones, pero el deseo de descansar al lado de los mártires y la pequeñez de algunos cementerios hicieron que a fines del siglo VI d. C. casi todos los fieles se enterrasen en la iglesia. El concilio de Elvira (circa 330) prohibió encender cirios en los camposantos y pasar en estos la noche las mujeres. En 561 el concilio de Braga prohibió la inhumación dentro de las iglesias (canon 18). Las autoridades, por su parte, restablecieron la ley de las Doce Tablas. Pero los cementerios contiguos a las iglesias han continuado hasta nuestros días. En los siglos VIII y IX, los Concilios prohibieron en varios cánones el dar sepultura en las iglesias.
Así se determinaron lugares sagrados y especiales destinados a dar sepultura a los cadáveres de los fieles, los cuales en caso de profanación reciben nueva bendición y reconciliación.

### Los cementerios en España
En España, la orden de construirse los cementerios fuera del poblado, para quitar la costumbre insalubre de enterrar en las iglesias de España, data de 1773, como se demuestra en la Ley 1ª, tít. iii, lib. i de ley Novísima. Carlos III de España mandó restablecer (1787) la disciplina de la Iglesia en el uso y la construcción de los camposantos según lo dispuesto en el ritual romano y en la ley 11, título 13, Partida 1.ª, mandando además que se fuesen estableciendo gradualmente los cementerios rurales y que se aplicase en lo posible el bien meditado reglamento del cementerio del Real Sitio de San Ildefonso, de fecha 9 de febrero de 1785. Por el capítulo 2.º de las reales ordenanzas de 15 de noviembre de 1796,  respectivas a la policía de la salud pública, se dispuso también que, mientras llegaba el feliz momento de quedar erigidos los cementerios rurales, se sepultasen los cadáveres con la profundidad competente, que no se expusiesen en parajes públicos los que hubiesen llegado a términos de una decidida y completa putrefacción y que las mondas se hiciesen en las horas, estaciones y estado de la atmósfera menos expuestos a propagar los miasmas que despiden los cadáveres y sus despojos. Carlos IV de España, en 1804, dictó varias medidas para activar la construcción de los cementerios extramuros.
El rito y las ceremonias de la bendición de cementerios o campos santos corresponden al Obispo, quien delega a veces en el párroco u otro sacerdote de jurisdicción o dignidad, así como la reconciliación si hubiere necesidad por alguna profanación y todo en la forma que se lee en el Ritual.

## Usos y costumbres

### Flores

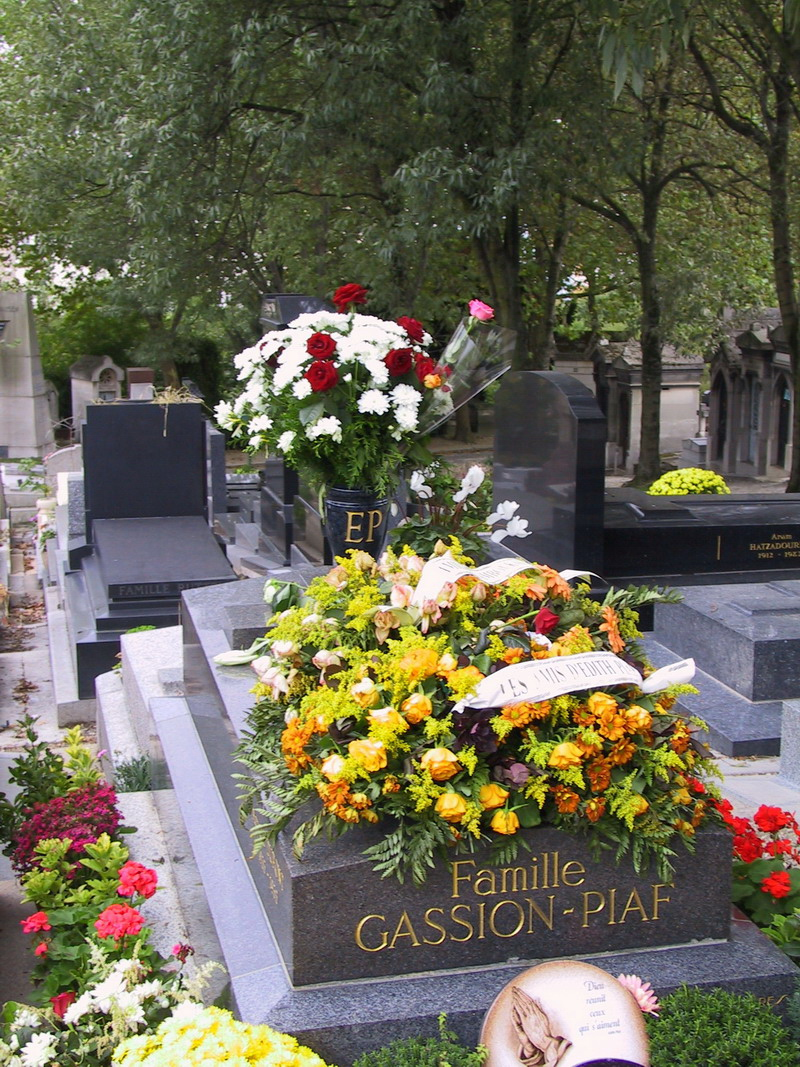
Flores depositadas en la tumba de la cantante francesa Édith Piaf.

En los países occidentales, y en muchos otros, los visitantes de las tumbas suelen dejar flores cortadas, especialmente durante las fiestas importantes y en los cumpleaños o aniversarios relevantes. Los cementerios suelen deshacerse de estas flores al cabo de unas semanas para mantener el espacio en buen estado. Algunas empresas ofrecen servicios de flores perpetuas, para garantizar que la tumba esté siempre decorada con flores frescas. A menudo también se plantan flores en la tumba, normalmente justo delante de la lápida. Las rosas son muy comunes para este fin.
En algunas regiones, las flores se colocan en momentos específicos.

### Piedras

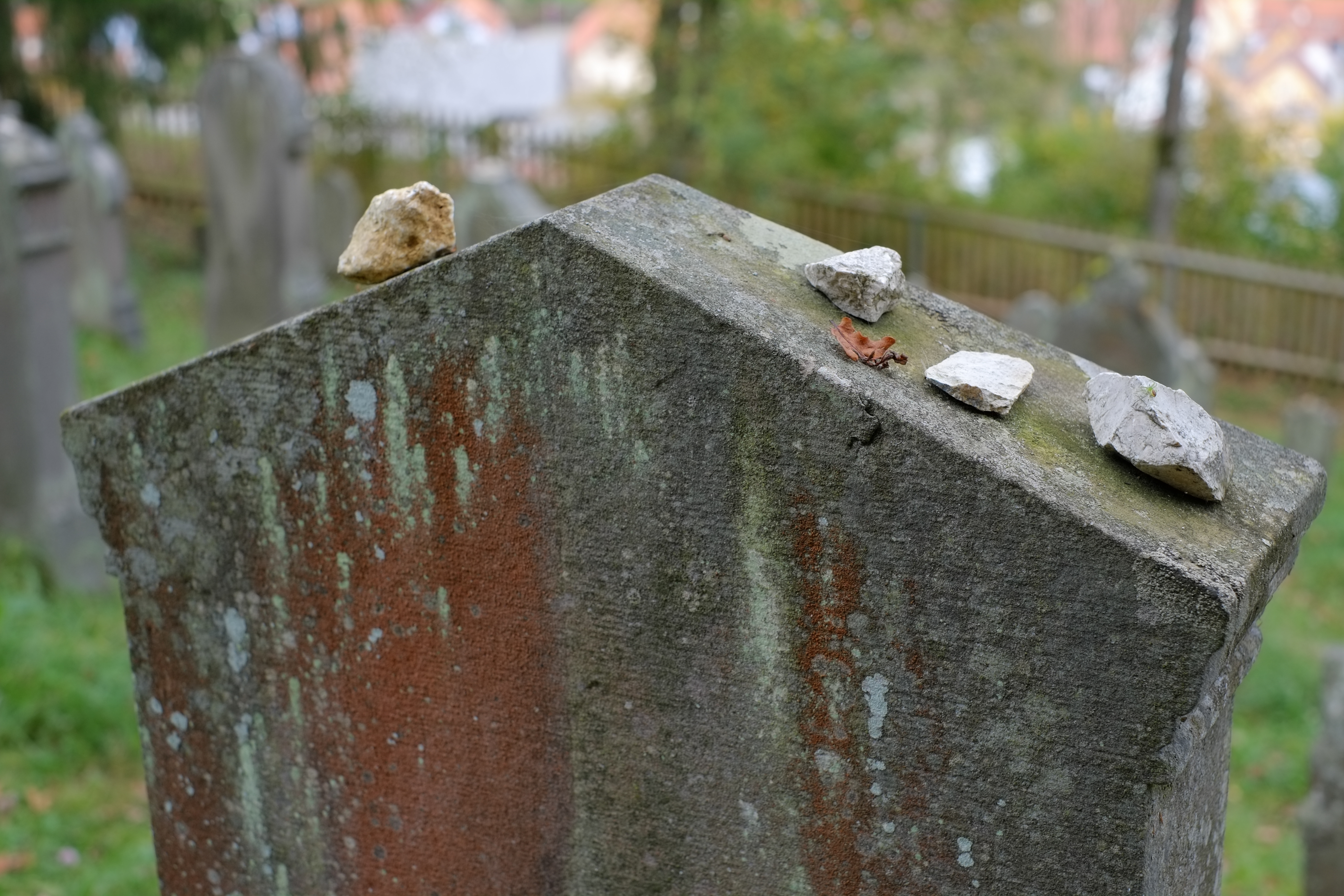
Pequeñas piedras sobre una lápida en un cementerio judío de Alemania.

Los visitantes de los seres queridos enterrados en cementerios judíos suelen dejar una pequeña piedra en la parte superior de la lápida. Se reza en la tumba y se deja la lápida cuando el visitante se marcha. Se hace como muestra de respeto; por regla general, no se depositan flores en las tumbas judías. Las flores son efímeras; la simbología inherente al uso de una piedra es mostrar que el amor, el honor, los recuerdos y el alma del ser querido son eternos. Esta práctica se ve en la escena final de la película La lista de Schindler, aunque en ese caso no es en una tumba judía.

### Cruces

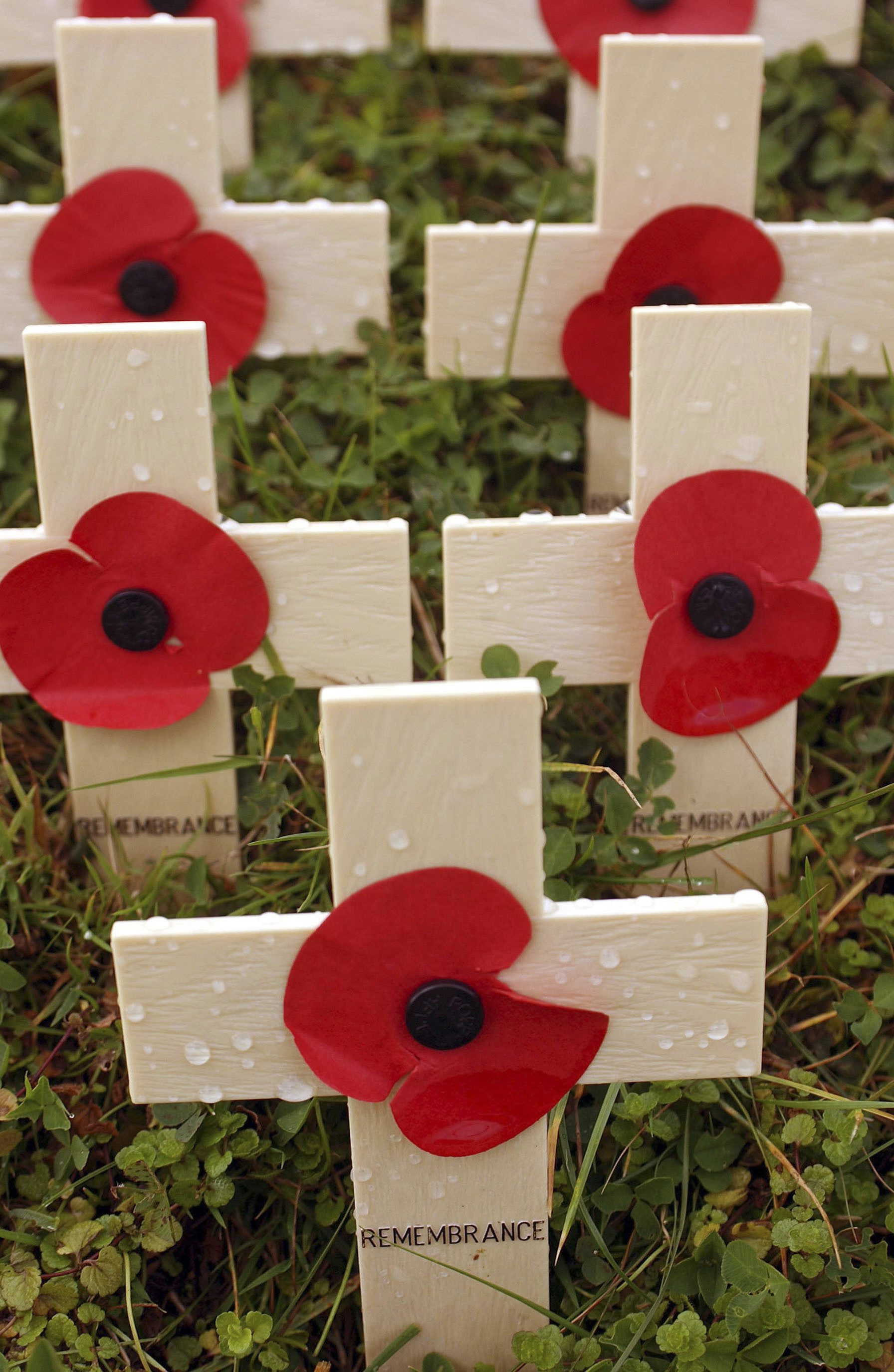
Cruces de madera con papaveráceas conmemorativas.

Las tumbas de guerra suelen tener pequeñas cruces de madera con una papaverácea roja en el centro. A menudo tienen mensajes escritos en la cruz. Las visitas más formales suelen dejar una corona de amapolas. Las tumbas de guerra judías a veces se marcan con una estrella de David de madera.

### Velas

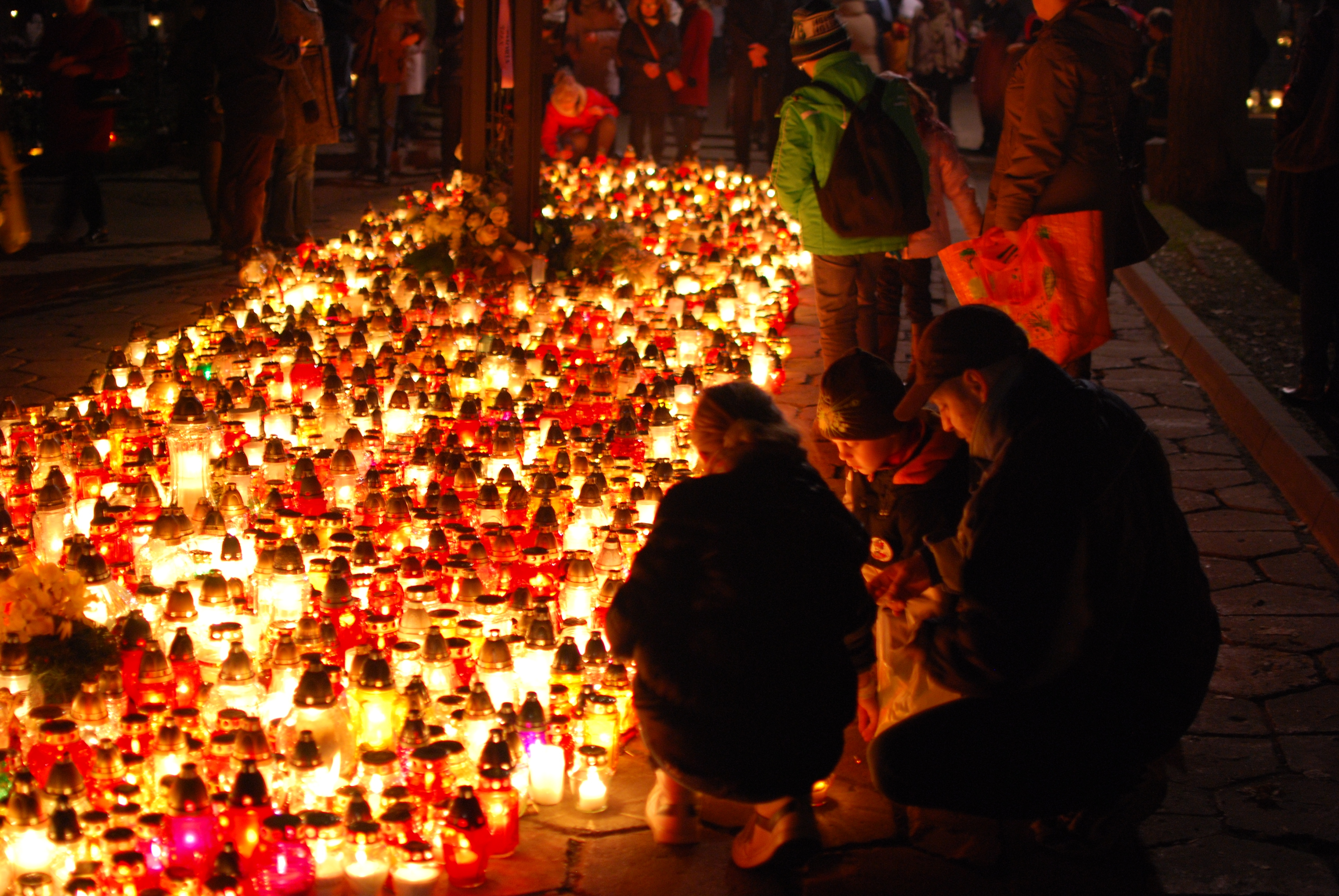
Velas en el cementerio viejo de Łódź (Polonia) en el día de Todos los Santos.

Colocar velas encendidas en el cementerio para conmemorar a los difuntos es una tradición muy común en los países católicos, como Polonia. Se practica sobre todo el Día de Todos los Santos. Las tradicionales velas funerarias se llaman znicz en polaco. Una práctica similar de velas funerarias también se utiliza en las naciones cristianas ortodoxas orientales, así como en los países nórdicos cristianos luteranos.

### Juguetes
En el sur de Estados Unidos, las tumbas de los niños suelen decorarse con emblemas de la infancia. Estos incluyen juguetes favoritos, globos, decoraciones de temporada, figuras religiosas, etc..

## Gestión contemporánea de cementerios
Tradicionalmente, la gestión de los cementerios se limitaba a la asignación de terrenos para enterramientos, la excavación y el relleno de las tumbas, y el mantenimiento de los terrenos y el paisajismo. La construcción y el mantenimiento de las lápidas y otros monumentos funerarios suelen ser responsabilidad de los familiares y amigos supervivientes. Sin embargo, cada vez más personas consideran que la colección resultante de lápidas individuales, losas de hormigón y vallas (algunas de las cuales pueden estar deterioradas o dañadas) es estéticamente poco atractiva, lo que ha llevado a los nuevos cementerios a estandarizar la forma o el diseño de las lápidas o placas, a veces proporcionando un marcador de forma estándar como parte del servicio prestado por el cementerio.

### Excavación de tumbas
Las autoridades responsables de los cementerios suelen emplear a una plantilla de cuidadores a tiempo completo para cavar las tumbas. El término "sepulturero" todavía se utiliza en el lenguaje informal, aunque muchos cementerios han adoptado el término "cuidador", ya que sus funciones a menudo implican el mantenimiento de los terrenos y las instalaciones del cementerio. El empleo de personal cualificado para la preparación de las tumbas se realiza no sólo para garantizar que la tumba se excave en el lugar correcto y a la profundidad adecuada, sino también para aliviar a las familias de tener que cavar la tumba de un familiar fallecido recientemente, y como una cuestión de seguridad pública, con el fin de evitar que los visitantes inexpertos se lesionen, para garantizar que las tumbas no utilizadas se cubren adecuadamente, y para evitar la responsabilidad legal que se derivaría de una lesión relacionada con una tumba excavada incorrectamente o descubierta. La preparación de la tumba suele hacerse antes de que lleguen los dolientes para el entierro. Los cuidadores del cementerio rellenan la tumba después del entierro, generalmente cuando los dolientes ya se han marchado. Se utilizan equipos mecánicos, como retroexcavadoras, para reducir el coste de la mano de obra de excavación y relleno, pero puede ser necesario palear a mano.
En el Reino Unido, la profundidad mínima desde la superficie hasta la tapa más alta es de 91 cm (36 pulgadas). Debe haber 15 cm entre cada féretro, cuya altura media es de 38 cm. Si el suelo es poroso y de drenaje libre, sólo se requieren 61 cm de tierra en la parte superior. Antes de 1977, las tumbas dobles se cavaban a 240 cm (8 pies) y las individuales a 180 cm (6 pies). Como ahora una tumba individual se excava a 140 cm (54 pulgadas), los cementerios antiguos contienen muchas zonas en las que se pueden excavar nuevas tumbas individuales en "terreno antiguo". Esto se considera un método válido de gestión de recursos y proporciona ingresos para mantener viables los cementerios más antiguos, evitando así la necesidad de un cierre permanente, lo que daría lugar a una reducción de su mano de obra.

### Llave del cementerio

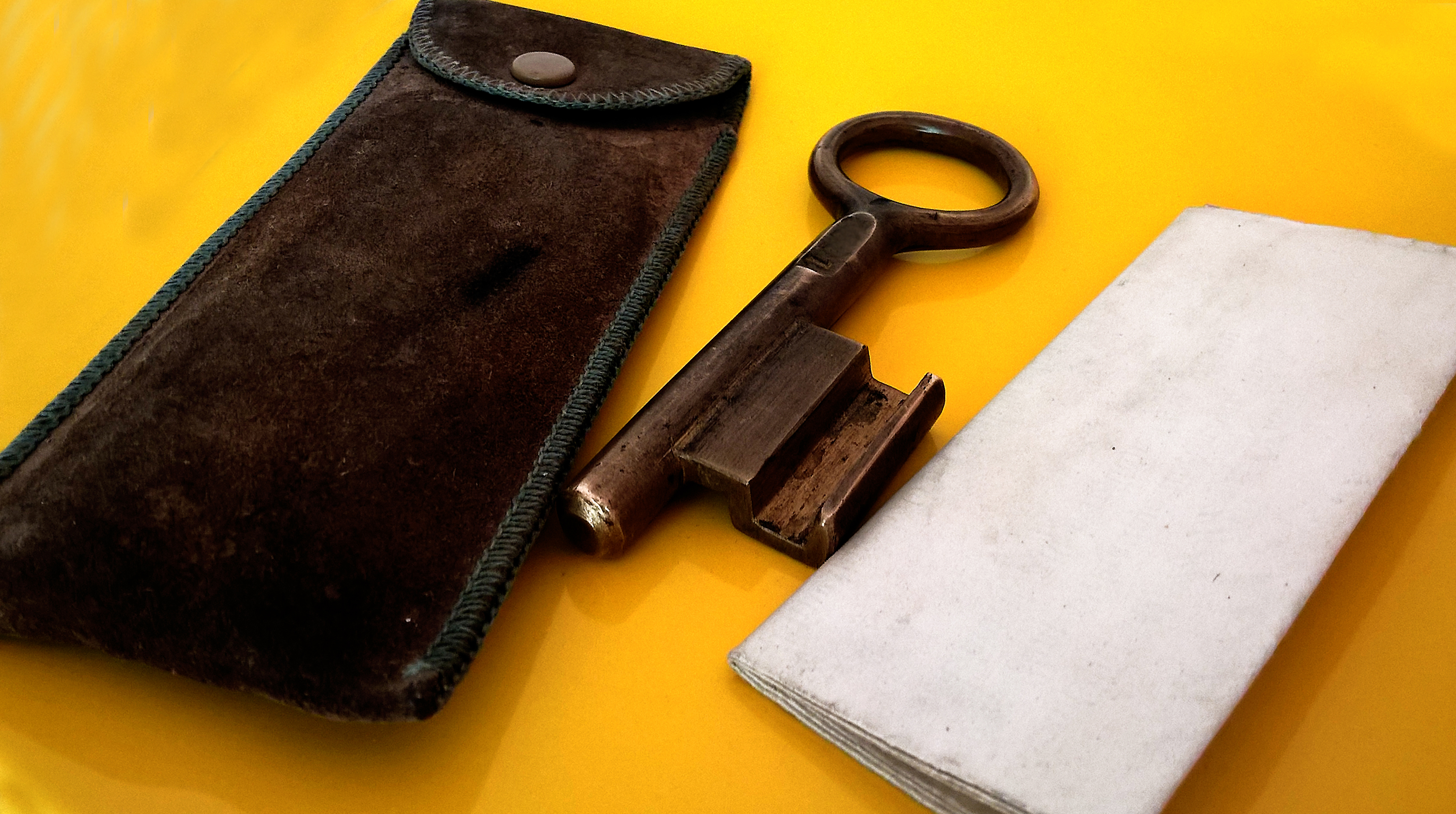
Llave de cementerio de un párroco, con documento de entrega y funda - hacia 1935

La llave es un elemento central del cristianismo.. Las llaves de la muerte y del infierno como metáfora y sinónimo de estos se encuentran a menudo.  "Cristo dice: Estuve muerto, y he aquí que estoy vivo desde la eternidad hasta la eternidad, y tengo las llaves de la muerte y del infierno". (Apocalipsis 1:18). A Pedro se le da el privilegio de permitir que diferentes grupos entren en el Reino de los Cielos. Se le dan tres llaves que él usa. (Hechos 2:37, 38; 8:14-17; 10:44-48) Hoy en día también está integrado en muchos juegos como "portador de la llave del cementerio".

### Registros funerarios
Normalmente existe la obligación legal de mantener registros relativos a los enterramientos (o inhumación de cenizas) dentro de un cementerio. Estos registros de enterramientos suelen contener (como mínimo) el nombre de la persona enterrada, la fecha del enterramiento y la ubicación de las parcelas de enterramiento dentro del cementerio, aunque algunos contienen muchos más detalles. El Cementerio Nacional de Arlington, uno de los mayores cementerios militares de Estados Unidos, cuenta con un registro, The ANC Explorer, que contiene detalles como fotografías del anverso y reverso de las lápidas. Los registros de enterramientos son un recurso importante para la genealogía.

### Uso de la tierra
Con el fin de gestionar físicamente el espacio dentro del cementerio (para evitar entierros en tumbas existentes) y para registrar las ubicaciones en el registro de entierros, la mayoría de los cementerios tienen alguna disposición sistemática de tumbas en filas, generalmente agrupadas en secciones más grandes según sea necesario. A menudo, el cementerio muestra esta información en forma de mapa, que es utilizado tanto por la administración del cementerio para gestionar el uso del terreno como por amigos y familiares que buscan localizar una tumba concreta dentro del cementerio.

### Presiones

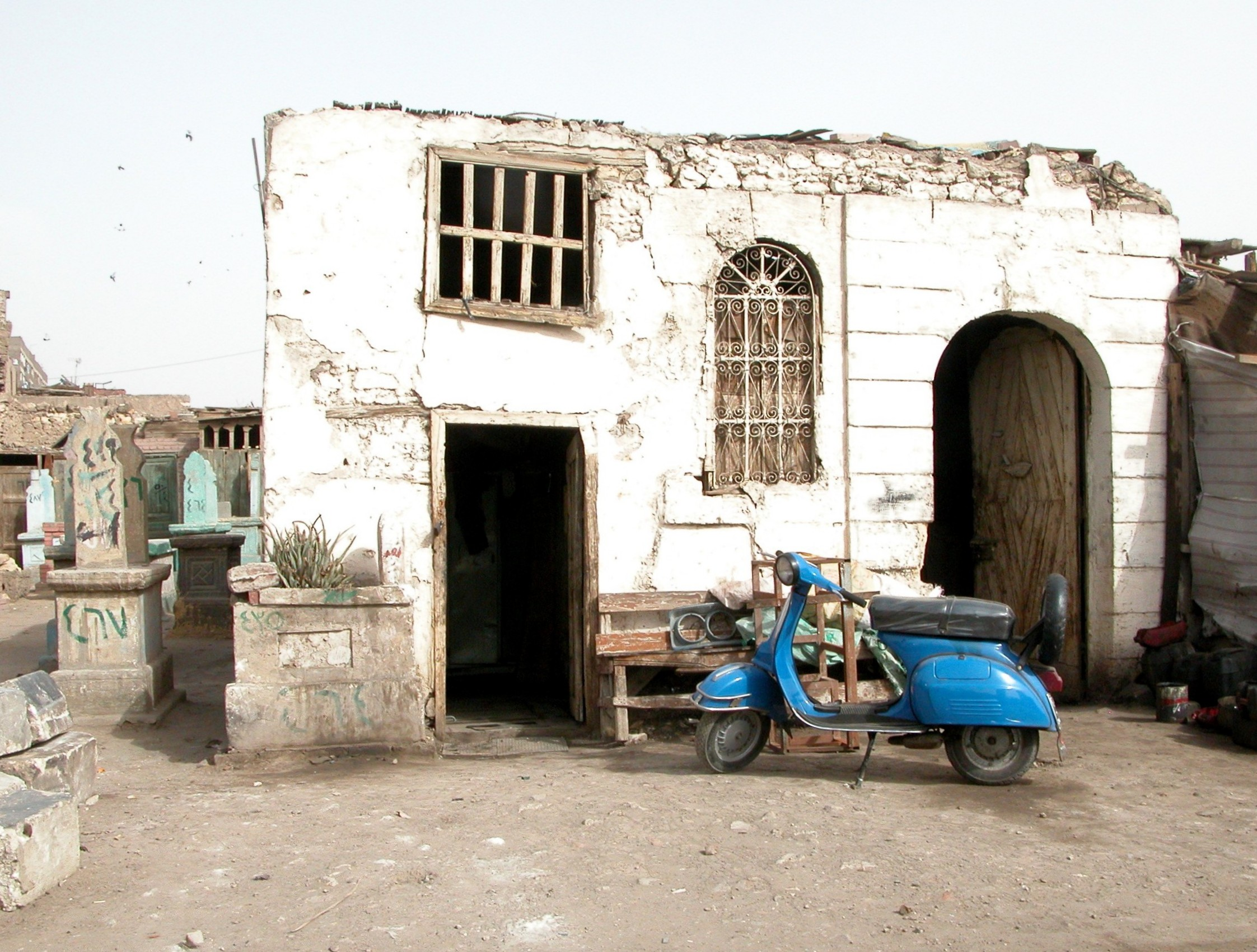
Una tumba readaptada como residencia en la Ciudad de los Muertos. La Ciudad de los Muertos de El Cairo es un cementerio centenario que en las últimas décadas se ha convertido en el hogar de hasta un millón de egipcios.

Las autoridades responsables de los cementerios se enfrentan a una serie de tensiones en relación con su gestión.
Una cuestión está relacionada con el coste. Tradicionalmente se hace un único pago en el momento del entierro, pero la autoridad del cementerio incurre en gastos de mantenimiento del cementerio durante muchas décadas. Muchas autoridades de cementerios se encuentran con que sus fondos acumulados no son suficientes para sufragar los costes de mantenimiento a largo plazo. Esta escasez de fondos para el mantenimiento da lugar a tres opciones principales: cobrar precios mucho más altos por los nuevos enterramientos, obtener algún otro tipo de subvención pública o descuidar el mantenimiento. Para los cementerios sin espacio para nuevos enterramientos, las opciones son aún más limitadas. La actitud del público ante las subvenciones es muy variable. Las personas con familiares enterrados en cementerios locales suelen estar bastante preocupadas por la negligencia en el mantenimiento de los cementerios y suelen argumentar a favor de la subvención pública del mantenimiento de los cementerios locales, mientras que otras personas sin conexión personal con el cementerio suelen argumentar que la subvención pública de cementerios privados es un uso inadecuado de sus impuestos. Algunas jurisdicciones exigen que se reserve una determinada cantidad de dinero a perpetuidad y se invierta para que los intereses generados puedan destinarse al mantenimiento.
Otra cuestión está relacionada con la escasez de terrenos. En muchos pueblos y ciudades grandes, los cementerios más antiguos que en un principio se consideraron grandes suelen quedarse sin espacio para nuevos enterramientos y no hay terrenos adyacentes libres disponibles para ampliar el cementerio o incluso terrenos en la misma zona general para crear nuevos cementerios. Los nuevos cementerios suelen establecerse en la periferia de pueblos y ciudades, donde aún hay grandes extensiones de terreno disponibles. Sin embargo, la gente a menudo desea ser enterrada en el mismo cementerio que otros familiares y no está interesada en ser enterrada en cementerios nuevos con los que no tiene ningún sentido de conexión con su familia, lo que crea presión para encontrar más espacio en los cementerios existentes.
Un tercer problema es el mantenimiento de los monumentos y lápidas, que suelen ser responsabilidad de las familias, pero que a menudo se descuidan con el tiempo. El deterioro y los daños causados por el vandalismo o por las prácticas de mantenimiento del cementerio pueden hacer que los monumentos y las lápidas sean inseguros o, al menos, antiestéticos. Por otro lado, algunas familias no se olvidan de la tumba sino que la visitan constantemente, dejando flores, plantas y otros elementos decorativos que crean su propio problema de mantenimiento.

### Reutilización de tumbas

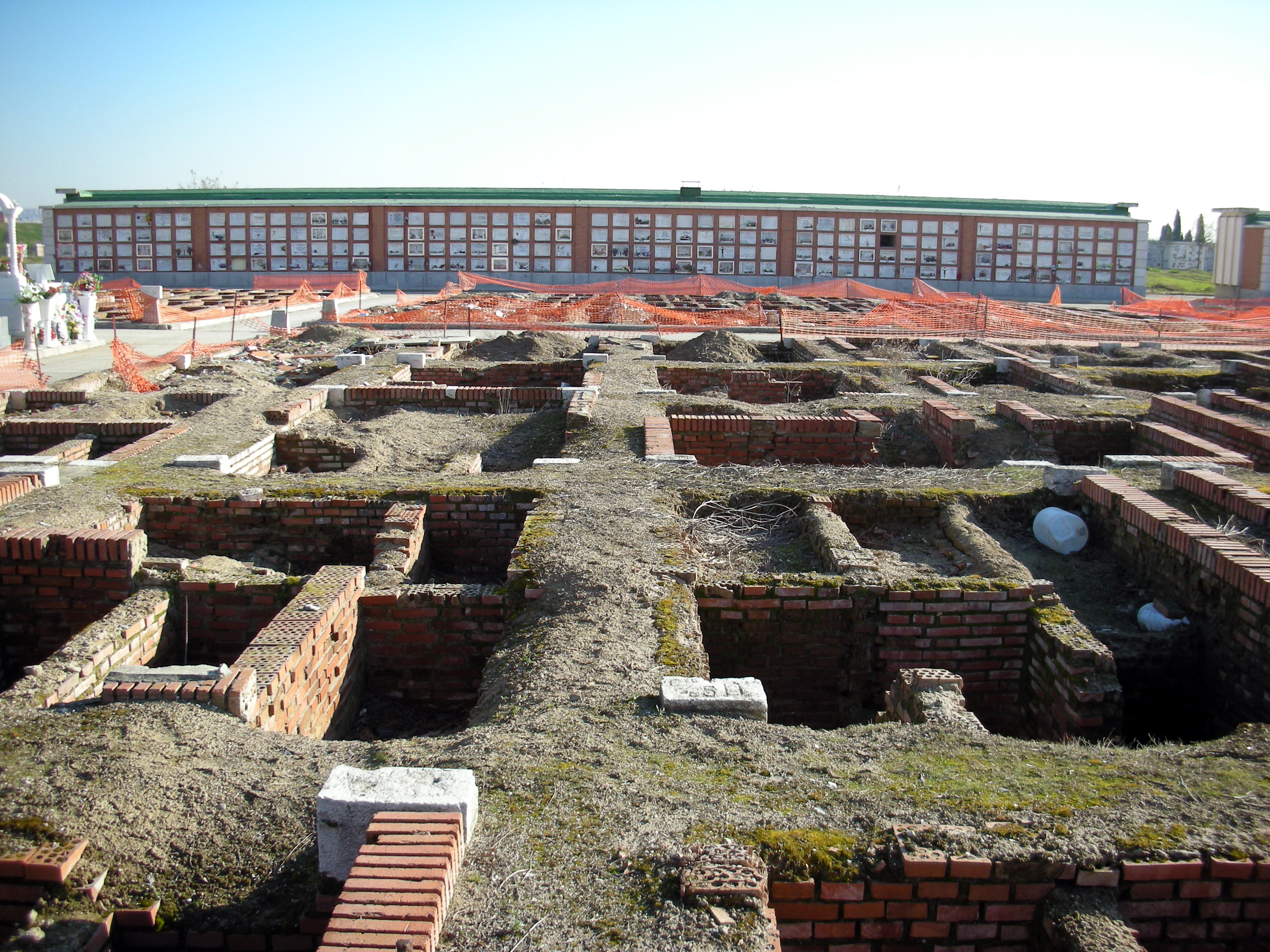
Las excavaciones en los cementerios, como ésta de Madrid, pueden aliviar el hacinamiento.

Todos estos problemas tienden a ejercer presión sobre la reutilización de las tumbas de los cementerios. La reutilización de tumbas ya utilizadas para enterramientos puede causar considerables disgustos a los familiares. Aunque las autoridades declaren que la tumba es lo suficientemente antigua como para que no queden restos humanos, muchas personas consideran que la reutilización de tumbas (sobre todo las de sus familiares) es una profanación. Además, la reutilización de una tumba usada implica la retirada de los monumentos y lápidas, lo que puede causar más angustia a las familias (aunque normalmente se permite a las familias llevarse los monumentos y lápidas si lo desean).
Por otro lado, las autoridades de los cementerios son muy conscientes de que muchas tumbas antiguas están olvidadas y no se visitan y que su reutilización no causará angustia a nadie. Sin embargo, puede haber tumbas antiguas en un cementerio para las que haya descendientes locales y ruidosos que organicen una campaña pública contra su reutilización. Una estrategia pragmática consiste en anunciar públicamente los planes de reutilización de tumbas antiguas e invitar a las familias a responder si están dispuestas o no. La reutilización sólo se lleva a cabo cuando no hay objeciones que permitan reutilizar las tumbas "olvidadas". A veces, las autoridades del cementerio exigen un pago adicional para evitar la reutilización de una tumba, pero a menudo esto resulta políticamente contraproducente.
Un problema práctico a la hora de ponerse en contacto con las familias es que la persona que compró inicialmente la(s) parcela(s) de enterramiento puede haber fallecido posteriormente y localizar a familiares vivos, si los hay, muchas décadas después es prácticamente imposible (o al menos prohibitivamente caro). La notificación pública de la propuesta de reutilización de las tumbas puede o no llegar a los familiares que viven más lejos y que pueden oponerse a tales prácticas. Por lo tanto, es posible que la reutilización se produzca sin que la familia lo sepa.
Algunos cementerios previeron la necesidad de la reutilización e incluyeron en sus términos y condiciones originales una tenencia limitada del emplazamiento de una tumba y la mayoría de los cementerios nuevos siguen esta práctica, tras haber visto los problemas a los que se enfrentaban los cementerios más antiguos. La práctica habitual en Europa es depositar los huesos en un osario una vez finalizado el periodo de enterramiento proscrito.
Sin embargo, incluso cuando el cementerio tiene derecho legal a reutilizar una tumba, la fuerte opinión pública suele obligar a las autoridades a dar marcha atrás en esa reutilización. Además, incluso cuando los cementerios cuentan con una disposición de tenencia limitada, la escasez de fondos puede obligarles a contemplar la reutilización antes de lo previsto en las disposiciones originales.
Otro tipo de sepulturas que se plantean para su reutilización son las parcelas vacías adquiridas hace años pero nunca utilizadas. En principio, parecería más fácil "reutilizar" este tipo de sepulturas, ya que no puede haber reclamaciones por profanación, pero a menudo esto se complica por los derechos legales a ser enterrado obtenidos por la compra previa, ya que cualquier cláusula de tenencia limitada sólo entra en vigor después de que haya habido un entierro. Una vez más, las autoridades de los cementerios sospechan que en muchos casos los titulares de estos derechos de enterramiento probablemente hayan fallecido y que nadie ejercerá ese derecho de enterramiento, pero de nuevo algunas familias son conscientes de los derechos de enterramiento que poseen y sí tienen intención de ejercerlos a medida que vayan falleciendo sus familiares. Una vez más, la dificultad de no poder localizar a los titulares de esos derechos de enterramiento complica la reutilización de esas tumbas.
A medida que los cementerios históricos van agotando su capacidad para albergar enterramientos completos, cada vez es más habitual recurrir a otras formas de conmemoración, como los monumentos colectivos para personas incineradas. Las distintas culturas tienen actitudes diferentes ante la destrucción de cementerios y el uso del terreno para la construcción. En algunos países se considera normal destruir las tumbas, mientras que en otros las tumbas se respetan tradicionalmente durante un siglo o más. En muchos casos, una vez transcurrido un periodo de tiempo adecuado, se retiran las lápidas y el ahora antiguo cementerio se convierte en parque recreativo u obra de construcción. Una tendencia más reciente, sobre todo en ciudades sudamericanas, consiste en construir edificios de gran altura para albergar tumbas.
En Estados Unidos, los cementerios pueden trasladarse si el terreno es necesario por otros motivos. Por ejemplo, muchos cementerios del sureste de Estados Unidos fueron trasladados por la Autoridad del Valle del Tennessee desde zonas que iban a ser inundadas por la construcción de una presa. Los cementerios también pueden ser trasladados para que el terreno pueda ser reutilizado para estructuras de transporte, edificios públicos o incluso urbanizaciones privadas. La reubicación de cementerios no es necesariamente posible en otras partes del mundo; en Alberta (Canadá), por ejemplo, la Ley de Cementerios prohíbe expresamente la reubicación de cementerios o la exhumación masiva de tumbas marcadas por cualquier motivo, lo que ha causado importantes problemas en la prestación de servicios de transporte a la mitad sur de la ciudad de Calgary, ya que la principal carretera en dirección sur que conecta el extremo sur de la ciudad con el centro atraviesa una serie de cementerios fundados en la década de 1930. Con el tiempo, la línea de metro ligero que lleva al extremo sur tuvo que construirse directamente bajo la carretera.
En Singapur, los enterramientos se limitan a 15 años antes de que se exhumen las tumbas. Esto ha hecho que los singapurenses prefieran la cremación al entierro.